# Prêmio Locus para Melhor Noveleta
Prêmio Locus para Melhor Noveleta ou Locus Award for Best Novelette é um de uma série de prêmios da Locus Award anualmente divulgada pela revista Locus. Os prêmios apresentados em um determinado ano são para trabalhos publicados no ano anterior. O primeiro prêmio nesta categoria foi apresentado em 1975.

## Vencedores
| Ano  | Noveleta                                                                                | Autor                 |
| ---- | --------------------------------------------------------------------------------------- | --------------------- |
| 1975 | "Adrift Just Off the Islets of Langerhans: Latitude 38° 54' N, Longitude 77° 00' 13" W" | Harlan Ellison        |
| 1976 | "The New Atlantis"                                                                      | Ursula K. Le Guin     |
| 1977 | "The Bicentennial Man"                                                                  | Isaac Asimov          |
| 1978 | No award given                                                                          |                       |
| 1979 | "The Barbie Murders"                                                                    | John Varley           |
| 1980 | "Sandkings"                                                                             | George R. R. Martin   |
| 1981 | "The Brave Little Toaster"                                                              | Thomas M. Disch       |
| 1982 | "Guardians"                                                                             | George R. R. Martin   |
| 1983 | "Djinn, No Chaser"                                                                      | Harlan Ellison        |
| 1984 | "The Monkey Treatment"                                                                  | George R. R. Martin   |
| 1985 | "Bloodchild"                                                                            | Octavia Butler        |
| 1986 | "Paladin of the Lost Hour"                                                              | Harlan Ellison        |
| 1987 | "Thor Meets Captain America"                                                            | David Brin            |
| 1988 | "Rachel in Love"                                                                        | Pat Murphy            |
| 1989 | "The Function of Dream Sleep"                                                           | Harlan Ellison        |
| 1990 | "Dogwalker"                                                                             | Orson Scott Card      |
| 1991 | "Entropy's Bed at Midnight"                                                             | Dan Simmons           |
| 1992 | "All Dracula's Children"                                                                | Dan Simmons           |
| 1993 | "Danny Goes to Mars"                                                                    | Pamela Sargent        |
| 1994 | "Death in Bangkok"                                                                      | Dan Simmons           |
| 1995 | "The Martian Child"                                                                     | David Gerrold         |
| 1996 | "When the Old Gods Die"                                                                 | Mike Resnick          |
| 1997 | "Mountain Ways"                                                                         | Ursula K. Le Guin     |
| 1998 | "Newsletter"                                                                            | Connie Willis         |
| 1999 | "The Planck Drive" (Tie)                                                                | Greg Egan             |
| 1999 | "Taklamakan" (Tie)                                                                      | Bruce Sterling        |
| 2000 | "Huddle" (Tie)                                                                          | Stephen Baxter        |
| 2000 | "Border Guards" (Tie)                                                                   | Greg Egan             |
| 2001 | "The Birthday of the World"                                                             | Ursula K. Le Guin     |
| 2002 | "Hell is the Absence of God"                                                            | Ted Chiang            |
| 2003 | "The Wild Girls"                                                                        | Ursula K. Le Guin     |
| 2004 | "A Study in Emerald"                                                                    | Neil Gaiman           |
| 2005 | "The Faery Handbag" (Tie)                                                               | Kelly Link            |
| 2005 | "Reports of Certain Events in London" (Tie)                                             | China Mieville        |
| 2006 | "I, Robot"                                                                              | Cory Doctorow         |
| 2007 | "When Sysadmins Ruled the Earth"                                                        | Cory Doctorow         |
| 2008 | "The Witch's Headstone"                                                                 | Neil Gaiman           |
| 2009 | "Pump Six"                                                                              | Paolo Bacigalupi      |
| 2010 | "By Moonlight"                                                                          | Peter S. Beagle       |
| 2011 | "The Truth Is a Cave in the Black Mountains"                                            | Neil Gaiman           |
| 2012 | "White Lines on a Green Field"                                                          | Catherynne M. Valente |
| 2013 | "The Girl-Thing Who Went Out for Sushi"                                                 | Pat Cadigan           |
| 2014 | "The Sleeper and the Spindle"                                                           | Neil Gaiman           |
| 2015 | "Tough Times All Over"                                                                  | Joe Abercrombie       |
| 2016 | "Black Dog"                                                                             | Neil Gaiman           |
| 2017 | "You'll Surely Drown Here If You Stay"                                                  | Alyssa Wong           |